# Patience Oghre Imobhio
Patience Oghre Imobhio là một đạo diễn và nữ diễn viên điện ảnh và truyền hình người Nigeria. Tốt nghiệp Đại học Jos về Nghệ thuật Sân khấu, cô được biết đến nhiều nhất với vai trò đạo diễn như Dominos, Spider and Hộ gia đình, và phim truyền hình như Dear Mother and Everyday People. Năm 2015, tạp chí Pulse đã gọi cô là một trong "9 nữ đạo diễn phim người Nigeria mà bạn nên biết" trong ngành công nghiệp phim ảnh Nollywood.